# Bélik József
Dezséri Bélik József (Dezsér, 1757. december 1. – Szepeshely, 1847. március 5.) a Szepesi egyházmegye püspöke.

## Élete
1774-ben az esztergom megyei növendék papok közé vették fel; bölcseletet Nagyszombatban, teológiát a bécsi Pazmaneumban végezte, 1781-ben áldozópappá szentelték; Csúzon és Udvardon káplánkodott; a pozsonyi papnevelőben három évig mint tanulmányi igazgató s háromig mint a keresztény erkölcstan tanítója, egy évig mint szemináriumi igazgató működött. Ekkor a papnevelő intézet feloszlatása után zsigárdi plébános lett, ahol 9 évet töltött; 1809-ben esztergomi kanonokká, 1810-ben a pesti szeminárium igazgatójává nevezték ki; 1820-ban érseki főhelyettes lett; 1821-ben választott püspökké és 1823-ban szepesi megyés püspökké nevezték ki.

## Művei
- Carolus Ambrosius archiepiscopus Strigoniensis… oratione funebri laudatus… Budae, 1809
- Animadversiones in libellum: de potestate et juribus status in bona ecclesiae et clericorum. Uo. 1811